# 내북초등학교
내북초등학교는 대한민국 충청북도 보은군 내북면 화전리에 있는 공립 초등학교이다.

## 학교 연혁
- 1932년 12월 21일 설립인가
- 1933년 4월 1일 내북공립보통학교 개교(남부로 6225-19)
- 1938년 4월 1일 내북공립심상소학교 개칭
- 1941년 4월 1일 내북공립국민학교 개칭
- 1996년 3월 1일 이원분교장 통폐합
- 1996년 3월 1일 내북초등학교로 학교 명칭 변경
- 1999년 3월 1일 이식분교장 통폐합
- 2002년 3월 1일 아곡분교장 통폐합
- 2012년 11월 24일 옛 내북중학교 부지였던 현 위치로 이전[1]
- 2017년 2월 10일 제82회 졸업(졸업생 4308명)
- 2017년 3월 1일 제24대 이광우 교장 부임
- 2017년 3월  8명 입학(초등 6학급, 특수 1학급, 유치원 1학급 편성)

## 참고 자료
- 내북초등학교 - 한국교육학술정보원 학교알리미